# Musée Grévin de La Rochelle
Pour les articles homonymes, voir Grévin.
Le Musée Grévin de La Rochelle était un musée français situé dans le site même du Vieux-Port de La Rochelle, préfecture et grande ville touristique de Charente-Maritime.

## Description
Ce musée ouvert pour la première fois au public à l'été 1989 a été fermé en 2002 bien qu'il faisait partie du réseau prestigieux des musées Grévin de Paris, de Tours, de Lourdes...
Il comprenait une série originale de décors sur plusieurs étages avec mannequins et pièces historiques sous forme de seize tableaux représentant des aspects saillants de l'histoire la ville et du port de La Rochelle depuis le XIIIe siècle jusqu'à l'époque contemporaine.
- Tableau premier : L'Hôtel-de-ville et ses maires.
- Tableau deuxième : La Repentie.
- Tableau troisième : 1199. Aliénor d'Aquitaine et le premier maire de La Rochelle.
- Tableau quatrième : L'histoire d'Auffrédy.
- Tableau cinquième : Le supplice de la gourbeille.
- Tableau sixième : Le Grand Siège de 1626.
- Tableau septième : Les Filles de La Rochelle.
- Tableau huitième : Maquette du "Superbe".
- Tableau neuvième : Michel Bégon dans son bureau de travail.
- Tableau dixième : La cohue aux poissons.
- Tableau onzième : La Ville-en-Bois.
- Tableau douzième : René-Antoine Ferchault de Réaumur.
- Tableau treizième : Le triangle d'ébène.
- Tableau quatorzième : Départ pour le Canada des filles de La Rochelle.
- Tableau quinzième : Les bagnards.
- Tableau seizième : Les Quatre Sergents de La Rochelle.

Ce musée privé était ouvert au public tous les jours et pendant la saison touristique en nocturne jusqu'à 23 heures. En raison d'une fréquentation insuffisante, il fut définitivement fermé en 2002. Les lieux sont aujourd'hui occupés par un hôtel.